# Olga Martín-Belloso
Olga Martín-Belloso (Calahorra, La Rioja, 8 de juliol de 1960) és una química espanyola especialitzada en ciència i tecnologia dels aliments. És catedràtica a la Universitat de Lleida des de 1992 i fou la primera dona espanyola en formar part de l'Acadèmia Internacional de Ciència i Tecnologia d'Aliments. L'any 2019 fou nomenada presidenta de la Federació Europea de Ciència i Tecnologia dels Aliments.

## Distincions
- Premi ICREA Acadèmia 2009[5]
- Insitute of Food Technology (IFT) Fellow 2015[1][6]
- Medalla Narcís Monturiol 2018[5]